# Store Spjellerup
Store Spjellerup er en landsby på Sydsjælland med 221 indbyggere  (2024), beliggende fire kilometer syd for Karise, ni kilometer øst for Faxe og 24 kilometer syd for Køge. Landsbyen hører til Faxe Kommune og er beliggende i Region Sjælland.
Den ligger i Spjellerup Sogn, og Spjellerup Kirke samt Lægårdens Camping ligger i landsbyen. Store Spjellerup havde for første gang over 200 indbyggere i 2009.